# Stazione di Lagos
La stazione di Lagos (in portoghese Estação Ferroviária de Lagos) è il capolinea occidentale della ferrovia dell'Algarve che serve la cittadina di Lagos.

## Storia
La stazione fu inaugurata nel 2003 e rimpiazzò un precedente edificio, situato nelle immediate vicinanze, che era stato aperto al traffico il 30 luglio 1922.